# Macgregoria pulchra
L'uccello del paradiso di MacGregor o paradisea di MacGregor (Macgregoria pulchra De Vis, 1897) è un uccello passeriforme della famiglia Meliphagidae, unica specie ascritta al genere Macgregoria De Vis, 1897.

## Etimologia
Il nome scientifico del genere, Macgregoria, venne scelto in onore del governatore coloniale William MacGregor: il nome della specie, pulchra, deriva dal latino e significa "bella".

## Descrizione

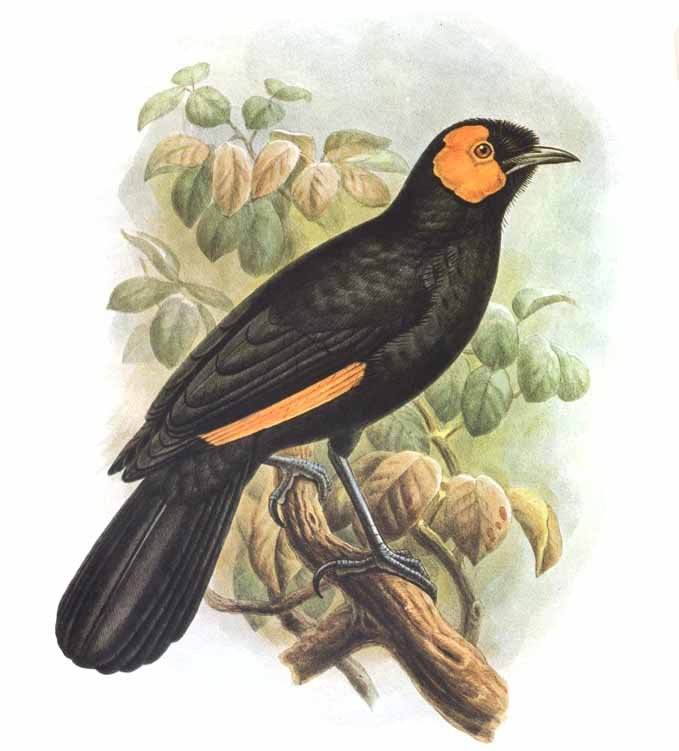
Esemplare in un'illustrazione.

### Dimensioni
Misura 35–40 cm di lunghezza, per un peso di 190-357 g: a parità d'età, i maschi sono più grossi e robusti rispetto alle femmine.

### Aspetto
L'aspetto ricorda quello di un merlo indiano, per via del piumaggio nero e delle caruncole perioculari gialle.

Il piumaggio è nero corvino su tutto il corpo, con la parte centrale delle remiganti primarie che è di colore giallo ocra: Sono presenti riflessi metallici verdi sulle ali e purpurei su fianchi, petto e ventre, dove il nero tende a sfumare nel bruno scuro. Attorno a ciascun occhio è presente una grossa caruncola gialla a forma di margherita che copre buona parte della faccia: sulla fronte è presente un ciuffetto di penne erettili. Gli occhi sono bruno-rossicci, mentre becco e zampe sono di colore nero.

## Biologia
Si tratta di uccelli dalle abitudini diurne, che si muovono nella canopia da soli o in coppie, tenendosi in contatto mediante continui richiami fischianti di chiamata e di risposta.

### Alimentazione
La dieta di questi uccelli comprende frutta (in particolare Dacrycarpus compactus), insetti ed altri artropodi, e verosimilmente anche nettare.

### Riproduzione
La stagione riproduttiva sembra estendersi da luglio a febbraio: si tratta di uccelli Monogami, con le coppie che continuano a rimanere assieme anche all'infuori del periodo degli amori.

Il nido è a forma di coppa e viene costruito intrecciando fibre vegetali, foderando l'interno con muschio e licheni: al suo interno viene deposto un singolo uovo, tuttavia mancano ulteriori dati su cova ed allevamento della prole.

## Distribuzione e habitat
La paradisea di MacGregor è endemica della Nuova Guinea, dove, pur con areale piuttosto discontinuo, popola gran parte dell'asse montuoso centrale, dai monti Maoke ai monti Owen Stanley.
Lhabitat di questi uccelli è rappresentato dalla foresta subalpina a dominanza di Podocarpaceae, sia primaria che secondaria, privilegiando ambienti non troppo fittamente alberati, come anche le macchie alberate fra i pascoli montani. Le paradisee di MacGregor sono osservabili fra i 2700 ed i 4000 m di quota, privilegiando le zone attorno ai 3000 m.
Sembrerebbe che questi uccelli conducano una vita seminomadica, con migrazioni legati alla fioritura ed alla maturazione dei frutti di cui essi si nutrono: mancano però studi al riguardo.

## Tassonomia
In passato classificato nella famiglia dei paradiseidi, in realtà la paradisea di MacGregor, come appurato in recenti studi, fa parte della famiglia Meliphagidae, nell'ambito della quale appare molto vicina ai mangiamiele del genere Melipotes.

Se ne riconoscono due sottospecie:
- Macgregoria pulchra pulchra, la sottospecie nominale, diffusa in maniera discontinua sui picchi più alti dei monti Owen Stanley;
- Macgregoria pulchra carolinae Junge, 1939, diffusa nella zona dei Sudirman;